# مايا (البرتغال)
مايا هي مدينة من مدن البرتغال. يبلغ عدد سكانها 135306 نسمة وذلك حسب إحصائيات سنة 2011. تبلغ مساحتها 82.99 كم². تحتوي على عشرة أبرشيات.

## توأمة
لمايا (البرتغال) اتفاقيات توأمة مع كل من:
- مانت لا جولي
- أندريزيو بوتيون [الإنجليزية]‏
- سو ساينت ماري
- نيلسبرويت

## أعلام
- جواو فيانا
- برونو فيرنانديز
- هوغو فيليبي سيلفا موريرا
- جواو توريس
- روي سيلفا